# Ліам Келлі (футболіст, 1996)
Ліам Патрік Келлі (англ. Liam Patrick Kelly, нар. 23 січня 1996, Глазго) — шотландський футболіст, воротар клубу «Мотервелл».

## Клубна кар'єра

### Виступи у Шотландії
Келлі приєднався до академії «Рейнджерс» у віці десяти років і грав у молодіжній команді клубу, зокрема забив останній пенальті під час перемоги «Рейнджерс U-17» у Кубку Глазго у 2012 році.
Після тренувань з основною командою протягом більшої частини сезону 2014/15 і перебуванні на лаві запасних Келлі продовжив контракт з клубом 25 лютого 2015 року до літа 2018 року.
8 січня 2016 року Келлі приєднався до «Іст Файф» у Другої ліги Шотландії на умовах шестимісячної оренди, зіграв у 16 матчах чемпіонату та був частиною команди, яка виграла титул чемпіона Другої ліги.
Повернувшись до «Рейнджерс», Келлі поїхав до США з першою командою «Рейнджерс» на передсезонний тренувальний збір. Однак 15 липня 2016 року він був відданий в оренду тодішній команді шотландської Першої ліги «Лівінгстон» до січня 2017 року. Він дебютував за «Ліві» наступного дня в матчі Кубка Ліги проти «Сент-Міррена». Повернувшись до «Рейнджерс», він так і не зіграв жодної хвилини за основну команду у сезоні 2017/18, будучи третім воротарем команди після Веса Фодерінгема та Джека Алнвіка.
У червні 2018 року Келлі знову повернувся до «Лівінгстона», цього разу підписавши з клубом повноцінний контракт . Він регулярно грав за команду у сезоні 2018/19, але потім використав пункт про звільнення у своєму контракті і покинув команду.

### «Квінз Парк Рейнджерс»
14 червня 2019 року Келлі підписав чотирирічний контракт з англійським «Квінз Парк Рейнджерс» і дебютував за нову команду 13 серпня 2019 року в матчі Кубка Англії проти «Брістоль Сіті», відбивши два пенальті у серії пенальті, чим допоміг команді перемогти 5:4 і пройти далі. У своєму новому клубі він боровся з Джо Ламлі за позицію у воротах. До кінця сезону Келлі зіграв 19 ігор у англійському Чемпіоншипі, тоді як Ламлі — 27. Наступного сезону у команді з'явився сенегальець Сені Дьєнг, який став основним воротарем, через що Келлі жодного разу не вийшов на поле і 6 січня 2021 року був відданий в оренду в «Мотервелл» на решту сезону.

### «Мотервелл»
По завершенні оренди, 5 липня 2021 року Келлі підписав повноцінний трирічний контракт з «Мотервеллом»

## Міжнародна кар'єра
У 2011—2015 роках грав за юнацькі збірні Шотландії, а у 2016 році зіграв дві гри за молодіжну збірну Шотландії.
У березні 2019 року Келлі отримав свій перший виклик до національної збірної Шотландії на матчі проти Казахстану та Сан-Марино, втім на поле не виходив. Надалі продовжив викликатись до збірної, де залишався запасним воротарем.

## Особисте життя
Його старший брат, Шон Келлі (нар. 1993), також футболіст і грав за молодіжну збірну Шотландії..